# リコー
株式会社リコー（英: RICOH COMPANY,LTD.）は、事務機器、光学機器などを製造するメーカー。主な製品は複写機、ファクシミリ、レーザープリンターやそれらの複合機、カメラ（デジタルカメラなど）である。日経平均株価の構成銘柄の一つ。創業者は市村清。リコー三愛グループ「三愛会」創始者でもある。

## 概要
1936年2月6日に、理化学研究所で開発された複写機用感光紙「理研陽画感光紙」の製造販売の目的で理化学興業から独立し、「理研感光紙株式会社」として東京・銀座に設立された。従業員33人での出発で、創業者の市村清は「人を愛し、国を愛し、勤めを愛す」の「三愛精神」を創業の精神として掲げた。この「三愛」はグループ会社の社名の由来ともなっている。1938年3月「理研光学工業株式会社」に社名変更。理研光学工業時代の王子工場は感光紙製造の主力工場で、カメラや双眼鏡も製造していた。戦後の財閥解体による理研コンツェルンの解体を経て、事業の多角化に伴い1963年に現社名となった。
複写機用感光紙製造事業から出発し、戦前からカメラを製造していた老舗カメラメーカーでもあるが、1955年に「リコピー」1号機「リコピー101」を発売して事務機器分野へ進出。以降、カメラなど光学機器分野と複写機など事務機器分野の2本柱を中心に事業を展開し、1977年4月には業界で初めて「オフィス・オートメーション (OA) 」を提唱した。
OA機器分野では「販売のリコー」とも呼ばれるほど広く厚い販売網を持っており、企業や商店にも強く、複合機の印刷速度が速い代償として故障しやすいため、顧客先へのサポートはほぼ毎日と言っていいほど行われている。過去には、表計算ソフト「マイツール」、ワープロ専用機「マイリポート」といった、このターゲットに特化したヒット商品も放った。かつては各都道府県に一つは販売子会社を持っていたが、2004年から2005年にかけて、それまで都道府県ごとに存在していた販社を地方ブロックごとに統合する作業を進めた。
2005年10月1日付より、新CIロゴを制定し、社名フォントも一新した。
2015年から国内において建物内の全面禁煙を開始した。社員に対しては出張や移動中など社外であっても就業時間内は禁煙が義務付けられた。また禁煙を支援するため独自の補助制度も新設した。
2017年、MITが監修する『MIT Technology Review』誌において、2017年で注目すべき10個の革新的技術の１つとして「360度自撮り技術（The 360-Degree Selfie）」のなかで、Kodak等の製品とともに、リコーのRICOH THETA Sが紹介された。
本社は元グループ会社の三愛と共に長年東京・銀座にあったが、三愛を分割・売却した後、首都圏事業所再編の一環として2017年末限りで引き払った。2018年1月5日から、創業の地である大田区中馬込の馬込事業所を「本社事業所」と改称して移転した。なお、銀座のビル「三愛ドリームセンター」は2006年よりリコーが広告主となっており、このビルにはリコーが運営するフォトギャラリー「RING CUBE」が設置されている。
また、経済産業省によって2017年度から2024年度の健康経営優良法人に認定されている。

## 沿革

### 創業 - 終戦まで
- 1929年
  - 3月 - 理化学研究所が開発した感光紙「理研陽画感光紙」の九州総代理店「吉村商会」の権利を、市村清が譲受して福岡市で独立開業する[13]。

その後、業績拡大により日本統治時代の朝鮮と満州国の総代理店の権利も得る[13]。
- 1933年
  - 3月 - 理化学研究所所長の大河内正敏から招聘され、研究所で開発された技術の商品化を図る理化学興業株式会社の感光紙部に部長として入社[13]。

しかし貧農出身で学歴もない市村の抜擢に周囲が反発し、社内で四面楚歌となる[13]。
- 1936年
  - 2月6日 - 会社設立[5]。大河内正敏の厚意により、理化学興業感光紙部を理研感光紙株式会社として独立[13]。市村清が代表権を持つ専務取締役に就任[7][13]、会長は大河内が務めたが、社長は空席での会社設立であった[13]。これに伴い吉村商会は解散、理研感光紙福岡支店となる[13]。

その後、理研感光紙の業績良好につき大河内からの信任が深まり、市村は理研関連会社の役員を兼務、60社を越える理研コンツェルンの中心的存在となる[13]。
- 1937年11月 - 大河内が会長を務める旭光学工業株式会社（現：リコー大森事業所）の専務取締役に市村が就任[13]。
- 1938年3月 - 理研光学工業株式会社に商号変更[7]。
- 1942年
  - 6月 - 旭光学工業が旭無線に社名変更[13]。

大河内の厚意により、理研光学工業、旭無線、飛行機特殊部品の3社が理研コンツェルンから切り離され完全に独立[13]。

### 戦後 - 1960年代
- 1946年
  - 1月12日 - 市村清が理研感光紙の社長に就任[7]。
  - 10月 - 旭無線が旭精密工業に社名変更[13]。
- 1950年3月 - 二眼レフカメラ「リコーフレックスIII」発売、国産カメラ初のベルトコンベアによるライン生産方式を採用、大量生産体制を確立し低価格化を実現[5][7]。これにより大河内記念生産賞を受賞[7]。
- 1953年4月 - 旭精密機器工業と、同じく関連会社であった愛光商事株式会社を吸収合併し、東京都大田区に大森工場（現：リコー大森事業所）を設立[7][13]。
- 1955年
  - 2月 - 社長の市村清が、有力カメラ特約店との新規契約のためアメリカを訪問しカメラ輸出の基礎を固める[13]。
  - 11月 - 卓上型ジアゾ湿式複写機「リコピー101」発売、事務機器分野へ進出[5]
- 1958年5月30日 - 本店を東京都中央区銀座三丁目1番地から、東京都大田区馬込町西四丁目33番地（大森工場、現在の本社事業所）に移転。
- 1960年
  - 8月 - 事務用オフセット印刷機1号機「リコーオフセットB4」発売[7]。
  - 12月 - 国産初の自動露出EEカメラ「リコーオート35」[14] 発売[5]。
- 1962年
  - 4月 - 静岡県沼津市に製紙工場と感光紙工場を建設（現：沼津事業所）、世界初の原紙抄造から感光紙製造までの一貫生産体制を実現[5]。
  - 5月 - 大森本社に事務機工場・総合研究所を建設[5]。5月17日の披露パーティーには池田勇人首相（当時）も出席した[5]。
  - 11月 - 完全自動ハーフサイズカメラ「リコーオートハーフ」発売[5][15]。
- 1963年
  - 1月 - 創業者の市村清がリコー三愛グループのシンボルとして銀座に「三愛ドリームセンター」を建設[13][16]。
  - 4月1日 - 事業の多角化に対応し「株式会社リコー」に商号変更[5]。
- 1965年
  - 3月 - 業績不振により無配に転落。社長の市村清が非難を浴びる[13]。
  - 9月 - 静電複写機「電子リコピーBS-1」発売[5]。業績不振を救うヒット商品となり[5]、南極観測船「ふじ」にも搭載された[5]。
- 1967年
  - 5月18日 - 「電子リコピーBS-2」を東京會舘で製品発表[13]。
  - 9月 - 「電子リコピーBS-1」のヒットにより2年半で復配となる[13]。
- 1968年12月16日 - 創業者・社長の市村清が死去[7][13]。

### 1970年代 - 1990年代
- 1970年3月15日 - 日本万国博覧会に「よりよき人類の眼」をテーマとしたリコー館を出展[7]。
- 1971年
  - 4月 - オフィスコンピュータ1号機「リコム8」発売[7]。情報機器事業に進出。
  - 5月 - 事務機器・情報機器の主力工場として厚木事業所を設立[7]。
- 1972年3月 - 乾式普通紙複写機 (PPC)「リコーPPC900」発売[7]。
- 1973年4月 - 世界初の電話回線網に直接接続する高速デジタルファクシミリ1号機「リファクス600S」、製品発表会で東京 - ニューヨーク間の衛星回線経由ファクス送受信に成功[7][17]。
- 1975年2月 - 乾PPC「ニューリコピーDT1200」発売、普及機では初の2種類用紙ワンタッチ切替機構を搭載しベストセラーとなる[7]。
- 1977年3月 - 東京都港区青山にリコービルを竣工、本社事務所として業務開始。
- 1980年 - 「リファクス600S」に搭載された通信技術をベースとした通信プロトコルが、CCITT（現：ITU-T）に採択され、T.30規格として正式勧告される[17]。これにより規格に準拠していればメーカーや機種を問わず通信可能となり、ファクシミリの普及に寄与した[17]。
- 1982年6月 - 拡大・縮小機能付きA3判PPC 「リコピーFT4060」発売、ヒット商品となる[7]。
- 1983年 - ビジネス用パーソナルコンピュータとして1.5インチCRTを搭載したSP50とデータエントリーマシンSP25を発売、SP50本体価格はドットインパクトプリンタを含み30万円から[18]。SP50の1.5インチCRTでは、32桁x10行あるいは16桁x5行から選択可能[18]。
- 1985年
  - 2月 - アナログカラー複写機1号機「リコーカラー5000」発売[19]。
  - 3月 - 「普通紙複写機の多品種生産システムの開発」で大河内記念生産賞を受賞[19]。
- 1986年4月 - 創立50周年事業としてコーポレートロゴを変更し[19]、横浜市の港北ニュータウンにリコー中央研究所を設立[19]。
- 1987年1月 - 一般オフィス向けデジタル複写機「IMAGIO 320」発売、小型化と低価格によりヒット商品となる[19]。
- 1990年10月 - デジタルカラー複写機1号機「ARTAGE 8000」発売、当時の世界最速カラー出力を実現[19]。
- 1992年3月 - 世界初の透明ボディフィルムカメラ「リコーFF-9sD LIMITED」を2000台限定で発売[20]、発売日に完売となる[21]。デザインが好評だった1990年3月発売の「リコーFF-9sD」[22] のボディを透明プラスチックにしたもの[20][21]。
- 1994年9月 - 超薄型コンパクトフィルムカメラ「リコーR1」発売[23]。パトローネ部分以外を厚さ25mmとすることで世界一薄いボディを実現した[24]。翌年5月にはカメラ記者クラブ特別賞を受賞したほか[19]、国内外で5つの賞を受賞[23][24]。
- 1995年5月 - コンパクトデジタルカメラ1号機「リコーDC-1」発売[19]。記録媒体はPCカードを採用[19]。
- 1996年
  - 8月 - デジタル複写機「imagio MF200」発売[19]。当時のA3コピー機で世界最小幅の小型化と低価格で中小企業にヒットし、リコー複写機の国内出荷台数でデジタルがアナログを上回るようになる[19]。
  - 11月 - CD-RWディスクを生産開始[19]。
- 1997年4月 - 世界初のCD-R/RWドライブ「リコーMP6200シリーズ」発売[19]。

### 2000年代以降

1986年から2005年までのロゴ

- 2000年3月 - 大森事業所の新社屋が竣工、画像技術の開発拠点として稼働[16]。
- 2001年
  - 4月 - 世界初の21mm超広角レンズを搭載したコンパクトフィルムカメラ「リコーGR21」発売[25][26]。
  - 4月 - コンパクトデジタルカメラ「キャプリオ」シリーズ1号機となる「Caplio RDC-i500」[27] 発売。
- 2003年5月 - WEC（World Environment Center）ゴールドメダルを受賞[16]。
- 2004年10月 - 日立プリンティングソリューションズの株式を100%譲受し完全子会社化、リコープリンティングシステムズ株式会社に社名変更[16]。
- 2005年
  - 8月 - 日立製作所海老名事業所を譲受し、神奈川県海老名市にリコーテクノロジーセンターを設立[16]。大森事業所・厚木事業所などに分散していた複合機・プリンターの開発拠点を統合[16]。
  - 9月 - コーポレートロゴマークを19年ぶりに改定[16]。
  - 9月 - 新本社事業所が東京・銀座に竣工、同年11月より営業開始[16]。
- 2006年12月 - 創業70周年を記念して三愛ドリームセンターに広告塔を設置[16]。
- 2009年12月 - ユニット交換式コンパクトデジタルカメラ「リコーGXR」発売[16]。レンズ・撮像素子・画像処理エンジンを一体型ユニットとし、標準と超広角の2種類のカメラユニットを交換して撮影することができる[28]。
- 2010年7月 - 国内の販売会社7社を統合してリコージャパン株式会社を設立[29]。
- 2011年
  - 4月 - 前月発生した東日本大震災に際し、心の復興支援活動「セーブ・ザ・メモリープロジェクト」活動を2015年3月までの4年間行う[29][30]。これは震災の津波で流された写真を洗浄し、スキャナで読み込みデジタル化した上で、リコーのクラウドストレージサービス「クオンプ」を使用したデータベースに格納し（プライバシーに配慮し写真検索サービスは一般公開せず、現地写真センター内のパソコンでのみで検索・閲覧が可能）、検索して見つけた被災者に写真原版とデジタルデータを返却するというもの[31]。復元した写真は418,721枚、うち被災者に返却した写真は91,477枚に及ぶ[30]。
  - 10月 - HOYAよりPENTAXイメージング・システム事業を買収し、ペンタックスリコーイメージング株式会社を完全子会社として発足[29][32]。
  - 11月 - 世界最小最軽量の超短焦点プロジェクター「IPSiO PJ WX4130N/WX4130」発売[29]。
- 2012年
  - 4月 - リコーグループのブランド訴求力強化のため、グループ全体のコーポレートブランドタグライン「imagine. change.｣ を制定[33]。
  - 7月23日 - 「リコピー101」が、一般社団法人日本機械学会により2012年度「機械遺産」第54号に認定される[34][35][36]。
- 2013年
  - 8月 - ペンタックスリコーイメージング株式会社を、リコーイメージング株式会社に商号変更[29]。
  - 10月 - リコーイメージングから、世界初のワンシャッターで360°全天球イメージを撮影可能な超小型カメラ「RICOH THETA (リコー・シータ) 」[37] を発売[29][38]。なお、リコーおよびリコーイメージングでは「画像インプットデバイス」と呼称している[29][37][38]。
- 2014年
  - 8月26日 - 「リファクス600」が、独立行政法人国立科学博物館の「未来技術遺産」として登録される[17][29][39]。
  - 9月 - 三愛ドリームセンターに100%再生可能エネルギーで点灯する広告塔を設置[16]。
- 2016年2月4日 - 「リファクス600S」が、一般社団法人電気学会により第9回「でんきの礎（いしずえ）」として顕彰される[29][40][41]。
- 2017年4月 - 100%再生可能エネルギーへの転換を目指す RE100プロジェクトへ参加。
- 2018年
  - 1月5日 - 本社事務所を中央区銀座8丁目から大田区中馬込1丁目の馬込事業所に移転。馬込地区は「本社事業所」と改称する。
  - 10月19日 - 「リコピー101」が、一般社団法人日本画像学会により「複写機遺産」第1号として認定される[8]。
- 2020年
  - 3月9日 - みずほリースと連結子会社のリコーリースとの3社間業務提携契約を締結。[42]
  - 4月23日 - リコーリースの株式の一部をみずほリースへ譲渡し、連結子会社から持分法適用関連会社となる。[43]
  - 7月22日 - 「電子リコピーBS-1」が、一般社団法人日本画像学会により「複写機遺産」第5号として認定される[44][45]。
- 2022年9月1日 - 富士通からPFUの株式の8割を取得して子会社化[46]。
- 2023年4月6日 - 子会社のPFUが扱うイメージスキャナを「FUJITSU」ブランドから「RICOH」ブランドへ変更。業務用のfiシリーズと個人・SOHO向けの「ScanSnap」が子会社を通じて「RICOH」ブランドのラインナップに加わる[47]。
- 2024年7月1日 - 東芝テックとの合弁会社エトリアを設立[48]。

## 歴代社長
桜井正光までは『日本官僚制総合事典 : 1868-2000』による。
理研感光紙
- 市村清：1936年2月 - 1938年3月

理研光学工業
- 市村清：1938年3月 - 1963年4月

リコー
- 市村清：1963年4月 - 1968年12月
- 館林三喜男：1969年1月 - 1976年10月
- 大植武士：1976年10月 - 1983年4月
- 浜田広：1983年4月 - 1996年4月
- 桜井正光：1996年4月 - 2007年
- 近藤史朗：2007年 - 2013年
- 三浦善司：2013年 - 2017年
- 山下良則：2017年 - 2023年
- 大山晃：2023年 - （現職）

## 主な事業・製品

### OA機器
過去にジアゾ式や電子写真式の複写機では国内で圧倒的なシェアを持っていたため、同社の商標「リコピー」は、複写機の事実上の代名詞であった（商標の普通名称化）。
複写機のデジタル化では先陣を切り、カラーコピーが主流となった今、国内でのシェアはカラー、モノクロで総合首位である。スモールオフィス向けの小型複合機やファクスでも高いシェアを持つ。
1990年代以降は提携・買収による事業戦略の強化を進めており、2001年には米OA機器販社レニエを子会社化し、海外事業の販売力を強化。2004年には日立製作所の大型プリンター部門を分社化した日立プリンティングソリューションズ株式会社を友好的買収により子会社化し、大型業務用プリンター事業に参入した。2007年には米IBMの大型業務用プリンター事業部門を買収して同事業の強化を推し進め、OA関連機器事業全体の収益増を見込んでいる。2008年8月27日には、米国の独立系大手事務機器販売会社である、アイコンオフィスソリューションズ（en:IKON Office Solutions）を買収すると発表した。
2010年代には複合機の生産拠点を中国の上海市と深圳に置き、アメリカをはじめとした海外へ輸出を行ってきたが、2019年、米中貿易戦争が激化したことを契機にタイの拠点へ生産移管を始めた。
2023年4月には、2022年9月に子会社化したPFUが製造・販売するイメージスキャナを「RICOH」ブランドへ改めたことで、リコー単体では取り扱っていなかったスキャナーが取扱品目に加わることとなった。

### カメラ製品
カメラの老舗でもあり、戦前はライカに範を取り独自の機構を盛り込んだ「護国」「リコール」シリーズ等の高級カメラから、各種蛇腹カメラや35mmフィルム使用のコンパクトカメラの先駆ともいえる「オリンピック」シリーズ、各種軽便カメラ等の中級機から大衆機までを手広く製造した。
戦後は構造を単純化し製造を容易にした「リコーフレックスIII」が安価（6,500円）でよく写ると大評判になり、一時は店頭に行列が出来たりプレミアすらついたりと爆発的な売れ行きを示し、国産二眼レフカメラの大ブームの火付け役となった。リコーフレックスはその後次々と改良・シリーズ化され、高品質大衆カメラのリコーという印象を消費者に植え付けた。
一眼レフカメラの時代には、ペンタックスのカメラと互換性のあるプラクチカマウントやKマウントを採用したカメラを発売している。
1978年にはレンズ込み39,800円と画期的な低価格を実現した「リコーXR500」を発売、「リコーのサンキュッパ」のテレビCMを流して宣伝した。それまでプロカメラマンやマニアが持つものであった一眼レフカメラを普及させ、一眼レフ最多販売記録も作られた。XRシリーズはその後も改良が続けられロングセラーとなり、1980年には世界最軽量のAE一眼レフ「リコーXR7」、世界最軽量の一眼レフ用標準レンズ「XRリケノンF2」が発売。翌1981年に発売された「リコーXR6」 とAFリケノン50mmF2レンズのセット「スクープアイ」は世界初のオートフォーカス一眼レフカメラとなった。また同年発売された「リコーXR-S」は世界初の太陽電池搭載一眼レフカメラである。
デジタルカメラ時代になってからは、コンパクトデジタルカメラのエントリー機として2001年 から2007年まで「キャプリオ」シリーズ、2005年からは高級コンパクトデジタルカメラというジャンルを開拓した「GRデジタル」シリーズを発売。
廉価でありながら性能は高いことからアマチュアカメラマンの支持を得ており、同時に先進的な技術への挑戦を重ねているメーカーでもある。
2011年10月、HOYAよりPENTAXイメージング・システム事業を買収し、ペンタックスリコーイメージング株式会社（現・リコーイメージング株式会社）を完全子会社として発足させた。
ペンタックスのブランドと、デジタル一眼レフ機のKマウント機や645マウント機、ミラーレス一眼カメラのQマウント機などの多マウント展開を活かし、コンシューマー向け製品やサービスの強化に取り組む方針を打ち出した。2012年4月1日、「RICOH」および「PENTAX」の双方のブランドのコンシューマー向けカメラ事業を同社に集約した のち、2013年8月に社名を現在のリコーイメージング株式会社に変更した。

### その他の事業・サービス
半導体部品においては、かつてファミリーコンピュータ用のLSIを製造していたほか、フォントパッケージ「TrueTypeWorld【ValueFont D2】」も制作。リョービの明朝体、ゴシック体をTrueTypeフォント化したものが、日本語版Microsoft Windows搭載の「MS 明朝・MS ゴシック」になっている。
2003年、カナダ・トロントに位置する「CNEコロシアム」のリニューアル時に命名権を獲得し「リコー・コロシアム」となった。当地は北米のプロアイスホッケーリーグ・NHLの下部組織にあたるAHLに所属するチーム・トロント・マーリーズの本拠地となっている。また2005年には、イギリスのプロサッカークラブであるコヴェントリー・シティFCのホームスタジアムの命名権を獲得し「リコー・アリーナ」と名付けられた。当地はスタジアムの他、商業施設やホテル、会議場、展示場なども擁する大規模複合施設である。
音楽配信を行う株式会社フェイス・ワンダワークスの「GIGA PARK」のルーツは旧ギガネットワークスである。ギガネットワークスはリコーの通信機器ノウハウを生かして通信カラオケ市場に参入。のちに通信カラオケの曲データを用いて着メロに参入後、市場激化のため通信カラオケ事業より撤退して着メロ事業に一本化した。その後三愛グループ配下を経て、2006年4月にフェイスが買収した。しばらくロゴは当時のまま使用していた。2009年4月に株式会社デスペラードと合併し、株式会社フェイス・ワンダワークスに社名変更した。現在、リコーグループとは無関係である。

#### 将棋
2011年より将棋の女流棋戦である女流王座戦を主催しており、日本将棋連盟と共同で棋譜の自動記録システム「リコーAI自動記録システム（リコー棋録）」を開発している。2020年5月16日の女流王座戦一次予選で初めて運用され、翌2021年1月29日からは同じく女流棋戦である白玲戦でも運用が開始された。慢性的な記録係不足解消や、コロナ禍における感染症対策の一環として期待されている。2021年4月1日よりリコーAI自動記録システムの運用をHEROZ株式会社へと継承することになった。2021年、将棋界への貢献により、日本将棋連盟より第28回大山康晴賞を受賞。
事業ではなく社員の個人活動であるが、将棋部は、谷川浩司の兄の谷川俊昭（元社員）をはじめ、アマチュア強豪が多数参加しており、全国大会優勝者が10人以上所属している。アマチュア将棋の団体戦の「職団戦」で多数の優勝を果たしている。また、リコーが主宰する「リコー杯アマチュア将棋団体戦 日本選手権」は、社会人と学生との、その年の団体優勝チームが戦って「日本一」を決める大会であり、こちらでも多数、勝利している。グループ会社の社員も参加しており、リコーITソリューションズで勤務していた小山怜央は2023年にプロ入りを果たした。

### 国内主要拠点

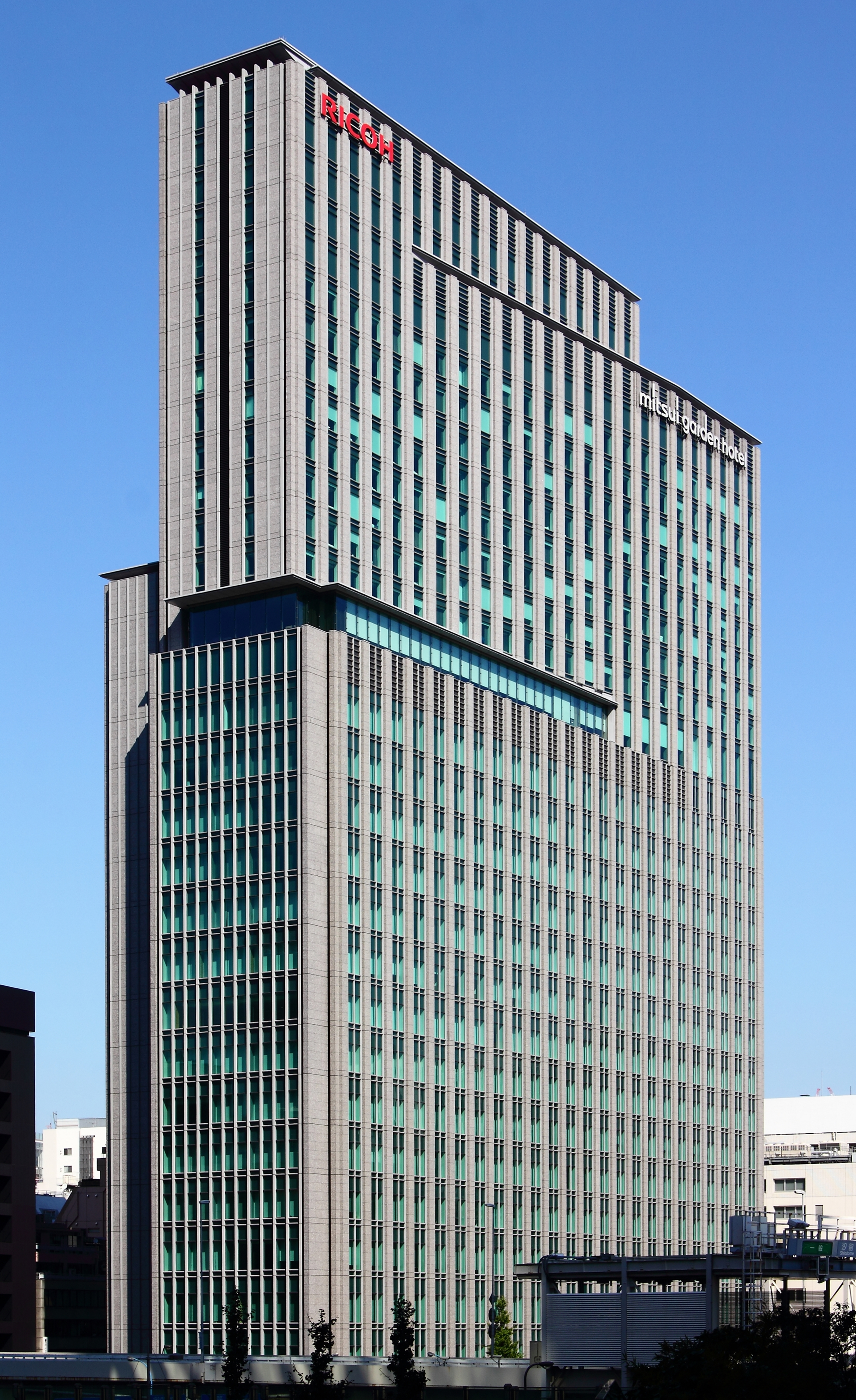
2017年末までは中央区銀座に本社機能を置いていた

- 本社事業所 - 〒143-8555 東京都大田区中馬込一丁目3番6号
- 厚木事業所 - 〒243-0298 神奈川県厚木市下荻野1005
- 沼津事業所 - 〒410-8505　静岡県沼津市本田町16-1
- 横浜仲町台事業所 - 〒224-0035 神奈川県横浜市都筑区新栄町16-1
- システムセンター - 〒140-8655 東京都品川区東品川3-32-3
- リコー環境事業開発センター - 〒412-0038 静岡県御殿場市駒門1-10
- 国内販売拠点 - 8事業本部（2014年3月31日現在）（詳細はリコージャパンを参照）
- 国内サービス拠点 - 377拠点（2013年4月現在）
- 国内生産拠点 - 6拠点（2014年3月31日現在）
- 国内研究拠点 - 6拠点（2014年3月31日現在）

## グループ企業

### 主要関連会社
- リコーエレメックス - 生産会社（リコー100%出資）
- リコーインダストリー - 生産会社（リコー100%出資）
- リコージャパン - 販売、保守、サポート会社（リコー100%出資）
- リコーリース - リース会社
- メイクリープス - オンライン請求書管理システム
- ベクノス
- リコーインダストリアルソリューションズ
元は兄弟会社の一つで、後に関連会社となる。

### 過去の関連会社
- 三愛 - 女性ファッション（婦人服・女性水着主体）の小売業。2015年に全事業をワコール他へ売却。
- 三愛観光 - 熊本県で「三愛高原ホテル」を経営、2018年に株式の70%を売却。
- リコーロジスティクス - 物流会社・2018年に株式の2/3をSBSホールディングスへ売却し、残株を大塚商会との合弁会社に移行。
- 北九州コカ・コーラボトリング - コカ・コーラのボトラー再編（北九州コカ・コーラボトリング→コカ・コーラウエストジャパン→コカ・コーラウエスト→コカ・コーラボトラーズジャパン）の後、2018年にコカ・コーラボトラーズジャパンの持株をすべて売却。

### 海外地域統括会社
- 北米 - Ricoh Americas Corporation

70 Valley Stream Parkway Malvern, Pennsylvania 19355, U.S.A.
- ヨーロッパ - Ricoh Europe PLC

20 Triton Street, London. NW1 3BF, UK
- アジア・パシフィック・中国 - Ricoh Asia Pte. Ltd.

103 Penang Road #08-01/07 VISIONCREST Commercial Singapore 238467
- 韓国 - Sindoh Co., Ltd.

24-3 Seongsuiro Seongdong-gu Seoul 133-121, South Korea

## 不祥事・諸問題

### 社員への出向命令を巡る紛争（労務裁判記録）
2011年夏に同社が一部従業員に対して発した出向命令を不当として、その効力を争う訴訟が提起された。裁判所による審理を経て、2013年11月に出向命令を無効とする判決が下され、以後会社と従業員との間で再配置への協議が進められていたが、2014年10月、社員が加入する東京管理職ユニオンにより会社側と命令を撤回する和解が成立したことが公表された。リコーは「社員の能力を最大限に発揮できる職場配置を行い、さらなる事業成長に取り組んでまいります」とのコメントを公表した。

### インド子会社の不正会計
2017年、経営再建中のインド子会社に対する追加の財政支援を打ち切ると発表した。2015年の不正会計の発覚後、リコーが債務保証などで支えてきたが、赤字が続き主要取引先との関係も悪化したため打ち切りを決めた。損失発生など一連の騒動を受け、山下良則社長を含む、5人の役員が月額基本報酬の15%を3カ月間返上する。

## 提供番組
- news zero - 日本テレビ系列（放送開始当初は前半ネットセールス枠の筆頭スポンサーだったが、現在は火・木曜の中盤ネットセールス枠の複数社のスポンサーに移行。）[注 1]
  - テレビ大分を含む、テレビ宮崎は除く。
- JLPGAツアーチャンピオンシップ - 日本テレビ系列

過去
- 水曜ロードショー - 日本テレビ系列
- 土曜19時枠
  - 土曜スーパースペシャル（第1期）→全員出席!笑うんだってば→大追跡（第1期）→土曜スーパースペシャル（第2期）→大追跡（第2期）→大相似形テレビ→ぐるっと日本グルメ旅→なんだろう!?大情報!（土曜時代）→スーパースペシャル（19時台） - 日本テレビ
- NNNきょうの出来事
- JNN報道特集（TBS系列・筆頭）
- FNNニュース最終版（第1期） - フジテレビ系列（一社提供）
- FNNニュースレポート23:00 - フジテレビ系列（筆頭提供）
- The World Today（JCTV・テレビ神奈川） ほか